# Ilsede
Ilsede est une commune d'Allemagne située en Basse-Saxe, dans l'arrondissement de Peine. Elle se trouve au cœur des terres à lœss (Börde de Brunswick-Hildesheim) et est réputée pour ses exploitations agricoles. Les premières mines de fer sont entrées en exploitation en 1858.

## Villages (quartiers) de la commune
- Bülten (1 782)
- Groß Bülten (1 419)
- Groß Ilsede (2 747)
- Klein Ilsede (1 918)
- Ölsburg (2 795)
- Solschen (1 116)

Entre parenthèses, nombre d'habitants au 31 décembre 2009
À la suite de la fusion avec la commune de Lahstedt, depuis le 1er janvier 2015 les quartiers suivants font également partie de la commune d'Ilsede :
- Adenstedt
- Gadenstedt
- Groß Lafferde
- Münstedt
- Oberg

## Jumelages
- Asse (Belgique) depuis 1976

## Personnalités
- Caren Miosga, présentatrice de télévision et journaliste.